# ブリストル級防護巡洋艦
| ブリストル級防護巡洋艦 | ブリストル級防護巡洋艦                                                                                                   |
| ---------------------- | --- |
| 竣工時の「ブリストル」 | |
| 艦級概観               | |
| 艦種                   | 防護巡洋艦 |
| 艦名                   | 地名 |
| 前級                   | アクティブ級 |
| 次級                   | ウェイマス級 |
| 性能諸元               | |
| 排水量                 | 常備：4,800トン 満載：-トン                                                                                              |
| 全長                   | 138.1m |
| 水線長                 | 131.10m |
| 全幅                   | 14.3m |
| 吃水                   | 4.7m |
| 機関                   | ヤーロウ式石炭・重油混焼水管缶12基 +パーソンズ式（ブリストルのみブラウン・カーチス式）直結タービン2組4軸推進             |
| 最大出力               | 22,000hp |
| 最大速力               | 25.0ノット |
| 航続距離               | 16ノット/5,070海里 |
| 燃料                   | 石炭：1,350トン 重油：250トン                                                                                            |
| 乗員                   | 480名 |
| 兵装                   | Mk XI 15.2cm（50口径）単装速射砲2基 Mk VIIII 10.2cm（50口径）単装速射砲10基 4.7cm単装速射砲4基 45cm水中魚雷発射管単装2門 |
| 装甲                   | 甲板：19～51mm 主砲防盾：102mm（最厚部）：司令塔：51mm（最厚部）                                                         |

ブリストル級防護巡洋艦（Bristol class Protected cruiser）はイギリス海軍の防護巡洋艦の艦級で、本級の基本設計はタウン級軽巡洋艦の原型にあたるために本級はタウン級のサブグループの一つに分類されている。

## 概要
本級は1908年度計画により5隻が建造された。従来の航続性能の低さから行動範囲の限られていた偵察巡洋艦と異なり、本級に於いて外洋での悪天候下の航海に耐えうる航行性能と植民地まで貿易航路を保護する航海のできる航続性能を併せ持つ比較的大型の約4,800台の排水量を持つ防護巡洋艦としてボーデシア級を基本として改設計された。しかし、この時点においても防御面で舷側装甲を持たず、敵弾による被害を石炭庫で防御する設計は変わりはなかった。本級は艦名に都市名を名づけられたタウン級の第一グループにあたる。

## 艦形

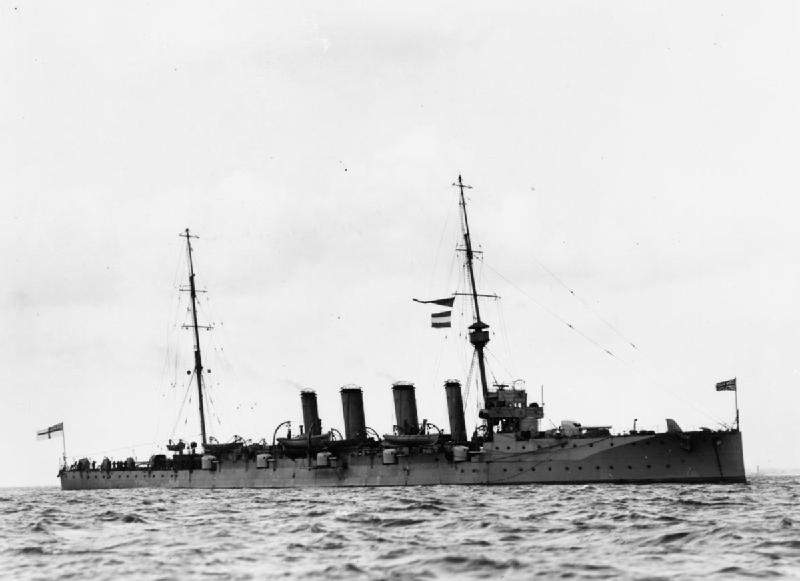
1914年に撮られた「ニューカッスル」

本級の船体は短船首楼型船体を採用していた。艦首は垂直に切り立った艦首から中央部に主砲の「Mk XI 15.2cm（50口径）速射砲」を防盾の付いた単装砲架で1基、艦橋と単脚式の前部マストが立つ。等間隔に並ぶ4本の煙突の舷側は艦載艇置き場となっており、艦載艇は2本1組のボート・ダビットが片舷3組で計6組により運用された。左右の舷側甲板上に副砲として10.2cm速射砲が防盾の付いた単装砲架で片舷5基ずつ計10基が配置されていた。装備位置の低い舷側砲は波浪に叩かれることが多く、波除板が取り付けられていた。甲板一段分下がった箇所で見張り所と後部マストが立ち、後部甲板上に15.2cm主砲が後ろ向きに1基が配置された。

## 兵装

### 主砲

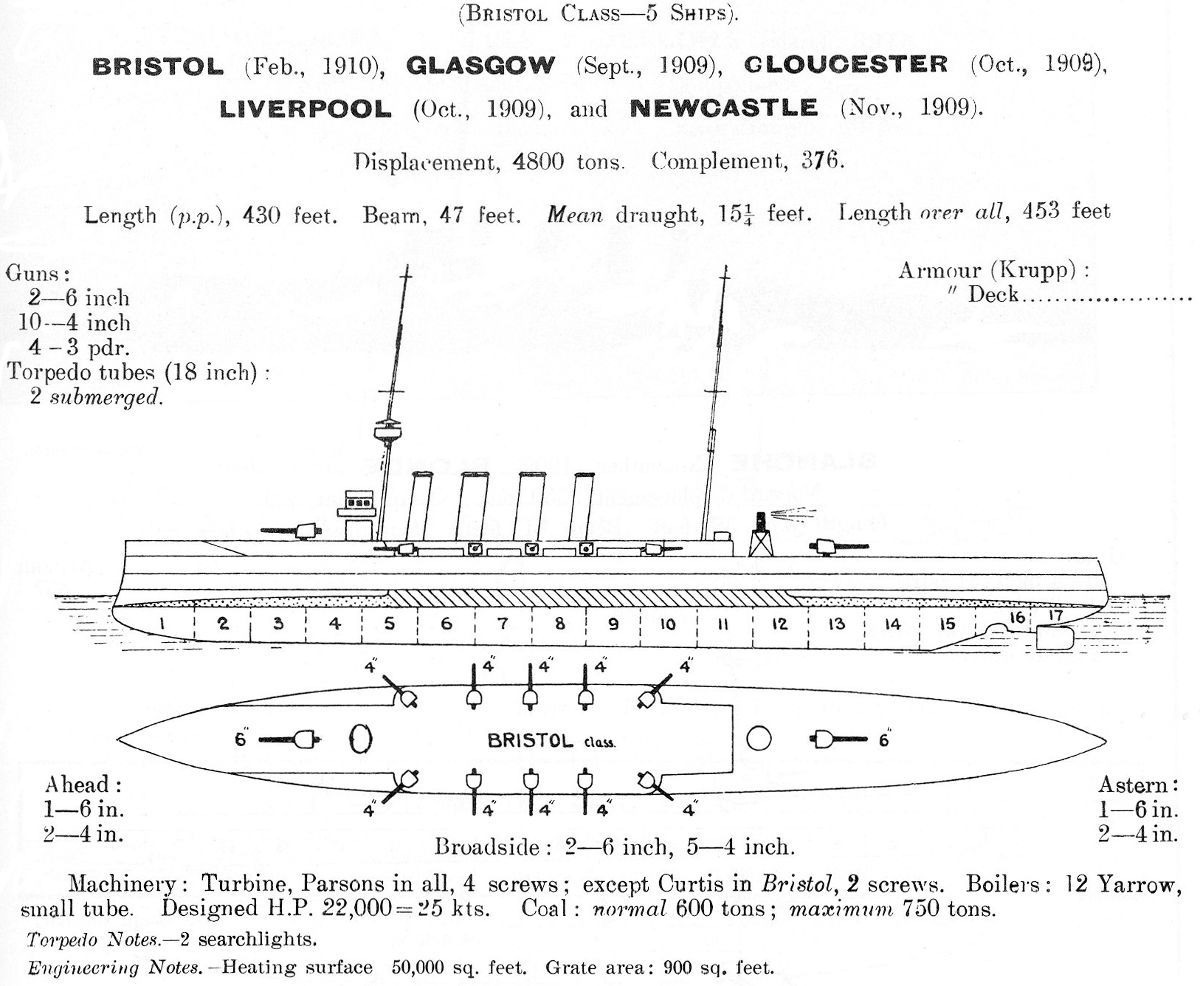
本級の武装・装甲配置図

主砲は「Mk XI 1906年型 15.2cm（50口径）速射砲」を採用した。その性能は重量45.36kgの砲弾を仰角15度で10,240mまで届かせられるこの砲を単装砲架で2基を搭載した。砲架の俯仰能力は仰角13度・俯角7度で旋回角度は左右150度の旋回角度を持っていたが、実際は上部構造物により射界の制限を受けた。砲の旋回、砲身の上下・砲弾の装填の動力は人力を必要とした。発射速度は毎分5～7発である。

### 備砲、魚雷兵装

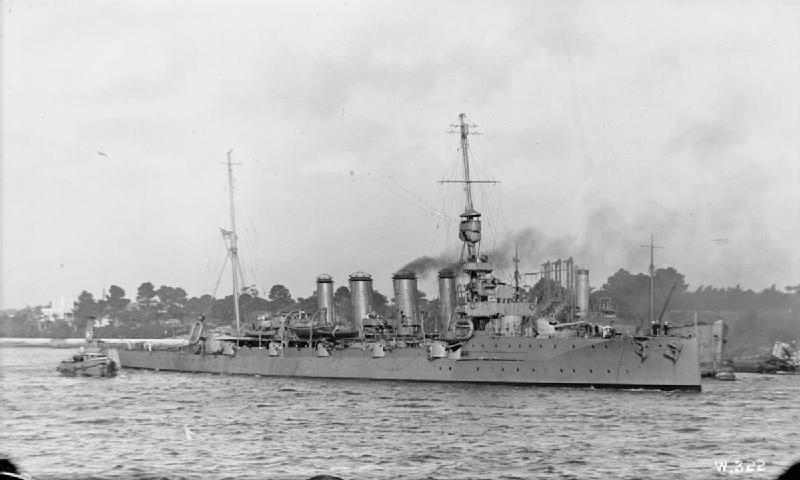
1917年に撮られた「リヴァプール」

副武装として「Mk VIIII 1908年型 10.2cm（50口径）速射砲」を採用した。その性能は重量14.06kgの砲弾を仰角15度で10,610mまで届かせられるこの砲を単装砲架で10基を搭載した。砲架の俯仰能力は仰角15度・俯角7度で旋回角度は360度の旋回角度を持っていたが実際は上部構造物により射界の制限を受けた。砲の旋回、砲身の上下・砲弾の装填の動力は人力を必要とした。発射速度は毎分6～8発である。
他に近接火器として「ヴィッカース 1900年型 Mk I 4.7cm（50口径）速射砲」を採用している。1.5kgの砲弾を仰角12度で5,120mまで到達できた。単装砲架は360度の旋回角度を持っていたが実際は上部構造物により射界の制限を受けた。俯仰は仰角30度・俯角5度で発射速度は毎分25発だった。これを単装砲架で4基を搭載した。他に主砲では手に負えない相手への対抗として45cm魚雷発射管を単装2基ずつ装備した。

## 機関

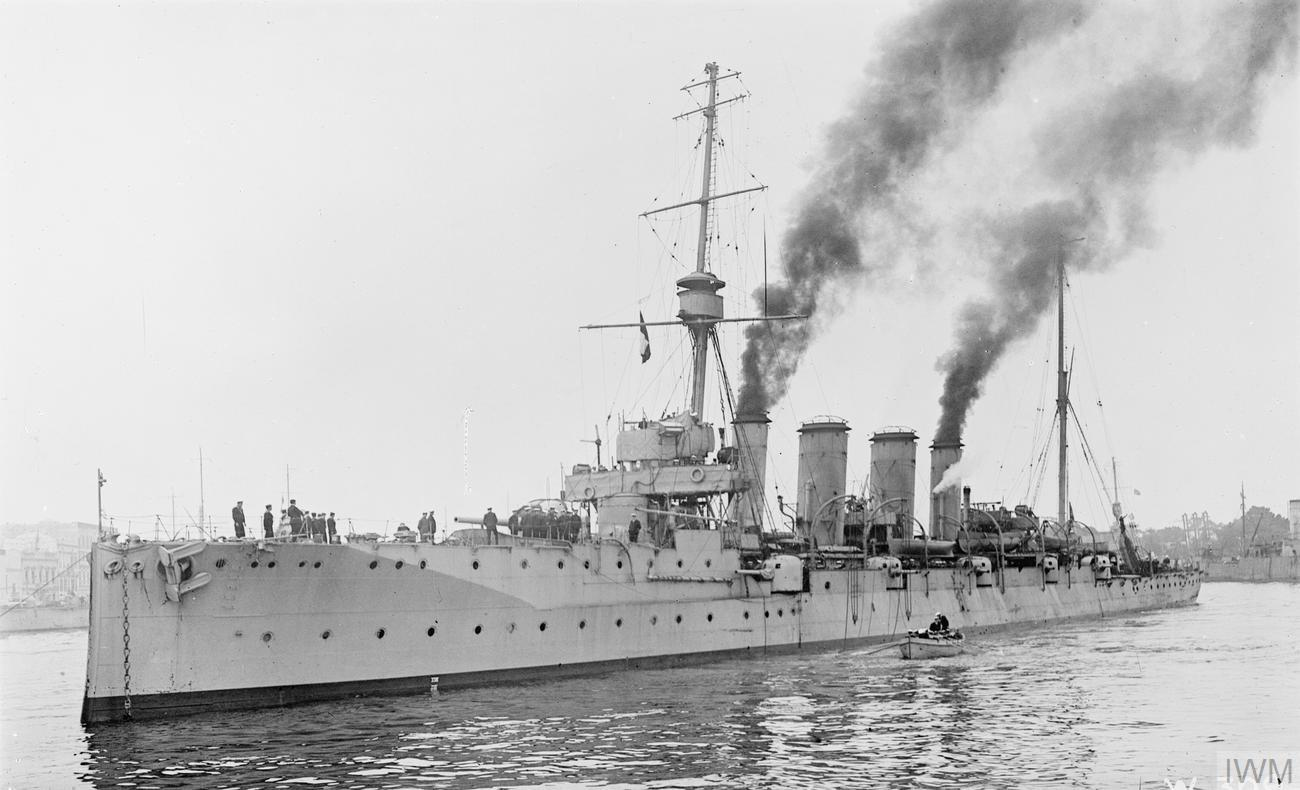
1917年に撮られた「グロスター」

本級はヤーロウ式石炭・重油混焼水管缶12基とパーソンズ式直結タービン4基4軸を組み合わせて最大出力22,000shp、最大速力25ノットを発揮した。なお、「ブリストル」のみタービンはブラウン・カーチス式2基2軸だった。
本級のボイラー配置はボーデシア級を踏襲しているために4部屋に分かれており、機関配置は第一次大戦前の「防護巡洋艦」と同じく機関区前部にボイラー室、後部に機関室を置く旧時代的な配置を採っていた。1番ボイラー室に2基・2番ボイラー室に4基・3番ボイラー室に4基・4番ボイラー室に2基と言う割り当てであった。ボイラーからの排気量が異なるために4本煙突で前後の1番・4番煙突は細見で2番・3番煙突は太かった。

## 参考図書
- 「世界の艦船 増刊第46集　イギリス巡洋艦史」（海人社)
- 「世界の艦船 2010年1月増刊号 近代巡洋艦史」（海人社）
- 「Conway All The World's Fightingships 1906–1921」（Conway）
- 「Conway All The World's Fightingships 1922-1946」（Conway）
- 「Jane's Fighting Ships Of World War I」（Jane）